# Хотова
Хотова (бел. Хатава́) — деревня в Столбцовском районе Минской области Беларуси. Входит в состав Деревнянского сельсовета.
До декабря 2011 года была центром Хотовского сельсовета.

## История
В 1908 году Рубежевичской волости Минского уезда Минской губернии.
До декабря 2011 года деревня была центром Хотовского сельсовета.

## Население

### Численность
- 2013 год — 211 жителей

### Динамика
- 1999 год — 335 жителей (перепись населения)
- 2009 год — 210 жителей (перепись населения)[3]
- 2013 год — 211 жителей
- 2019 год — 141 жителей (перепись населения)

## Достопримечательность
- Церковь Пресвятого Сердца Иисуса (1931—1934, кирпичная).
- Фрагменты усадьбы Ленских — хозяйственный двор XIX века.